# Part per milió
Parts per milió (abreujat com ppm) és la unitat de mesura de concentració, que no forma part del sistema internacional d'unitats, utilitzada usualment per quantificar la presència de substàncies en petites quantitats (traça) en una barreja. Generalment, sol referir-se a proporcions en massa en el cas de sòlids i en volum en el cas de gasos.
La part per milió és una manera d'expressar la concentració de manera proporcional, com ara els percentatges, on s'expressa la quantitat de quelcom per cada 100 unitats. En el cas de les ppm són el nombre d'unitats per cada milió d'unitats. És un nombre en principi adimensional i s'empra per a concentracions molt baixes per evitar emprar nombres decimals llargs o potències de deu, ja que submúltiples no es poden emprar perquè van davant unitats i aquí no n'hi ha.

## Sòlids i líquids

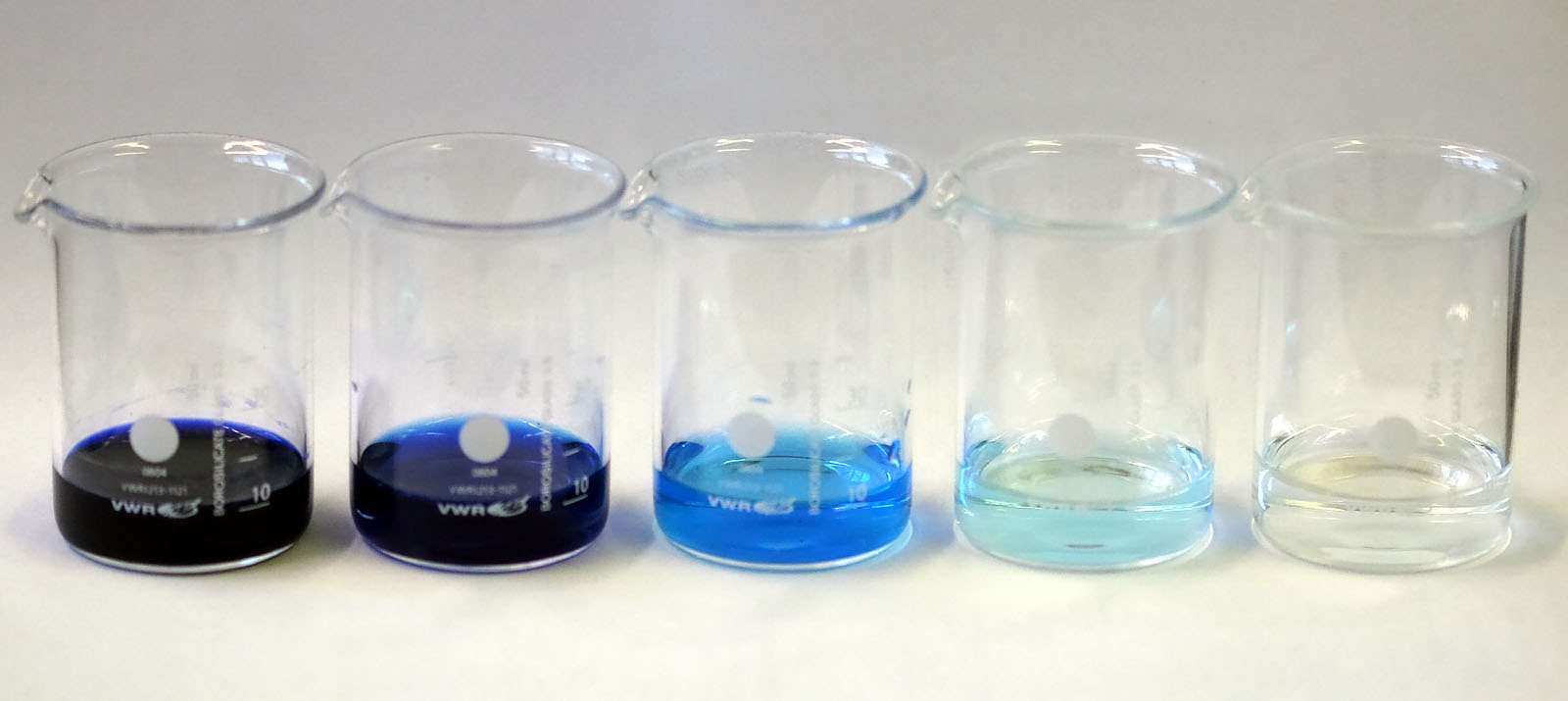
Dissolucions de blau Nil emprades a histologia per acolorir el nucli de les cèl·lules. D'esquerra a dreta concentracions de 1 000 ppm, 100 ppm, 10 ppm, 1 ppm i 0,1 ppm

Per a mostres de sòlids una concentració d'1 ppm equival a 1 mg de massa de solut {\displaystyle m_{s}} per cada kilogram de massa de dissolució {\displaystyle m_{d}}. Es pot calcular amb la següent fórmula posant ambdues masses en les mateixes unitats:
{\displaystyle ppm={\frac {m_{s}}{m_{d}}}\cdot 10^{6}}

Visualització d'1 ppm, en negre, dins d'un cub que representa un milió de cubs com el negre, i comparació amb altres unitats.

Tanmateix, si el dissolvent és aigua, que és un cas molt habitual, i la concentració és diluïda, és pràcticament igual a mg/L, ja que un quilogram d'aigua ocupa pràcticament un volum d'1 L a temperatures ordinàries i la densitat de la dissolució és igual a la densitat de l'aigua. Les equivalències són:
{\displaystyle 1\;ppm\;=\ 1\;g/10^{6}\;g=\;1\;mg/kg\;\approx \;1\;mg/L}
La duresa de l'aigua s'expressa en ppm de carbonat de calci {\displaystyle {\ce {CaCO3}}}. Les aigües per damunt les 150 ppm són aigües dures i per damunt 300 ppm molt dures.
Si es té una concentració en mol/L, que és una unitat habitual emprada en química, es pot passar a ppm multiplicant per la massa molar del solut {\displaystyle M_{s}}i per 1 000:
{\displaystyle C{\frac {mol}{L}}\cdot M_{s}\cdot 10^{3}=CM_{s}10^{3}\,ppm}

## Gasos

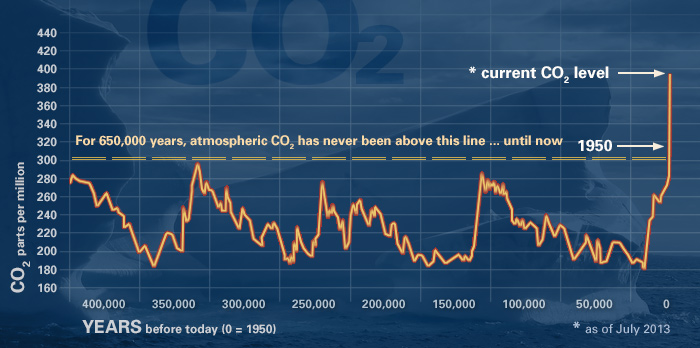
Evolució de la concentració de CO₂ a l'atmosfera en ppm en funció del temps.

Pel que fa a les mescles de gasos s'entén que la concentració expressada en ppm és en volum (a vegades s'expressa com ppmv), i no en massa. Així la fórmula per a un volum de solut {\displaystyle V_{s}} i un volum total {\displaystyle V_{T}} i les equivalències són:
{\displaystyle ppm={\frac {V_{s}}{V_{T}}}\cdot 10^{6}}{\displaystyle 1\;ppm\;=1\;L/10^{6}\;L\;=\;1\;\mu L/L}{\displaystyle 1\;ppm\;=1\;m^{3}/10^{6}\;m^{3}\;=\;1\;\mu m^{3}/m^{3}}
Com que els volums són proporcionals al nombre de molècules en un gas (llei d'Avogadro) i el nombre de molècules es poden comptabilitzar en mols emprant la constant d'Avogadro, també es compleix que 1 ppm és igual a 1 μmol de solut per cada mol de totes les substàncies en dissolució. Això és:
{\displaystyle 1\;ppm\;=\;1\;\mu mol/mol}
La concentració de diòxid de carboni CO₂ a l'atmosfera l'abril de 2021 fou de 421,21 ppm. Això significa que de cada milió de molècules presents a l'atmosfera (nitrogen, oxigen…) 421 són de diòxid de carboni; o de cada mol de gasos atmosfèrics (6,022 × 1023 molècules) hi ha 421 μmol de CO₂ (2,535 × 1023 molècules). També es pot llegir en funció de volums de gasos: per cada milió de m3 d'aire hi ha 421,21 m3 que són de diòxid de carboni.

## Unitats relacionades

### Part per miliard
La part per miliard (abreujat com ppb) és una mesura de concentració d'una part de solut per cada miliard (10⁹) de parts de dissolvent, equival a 0,001 ppm. El símbol és ppb perquè en anglès un miliard català és un billion. Pels sòlids i líquids equival a 1 μg per cada quilogram o 1 μg per cada litre de dissolució:
{\displaystyle ppb={\frac {m_{solut}}{m_{dis.}}}\cdot 10^{9}}{\displaystyle 1\;ppb\;=\ 1\;g/10^{9}\;g=\;1\;\mu g/kg\;\approx \;1\;\mu g/L}

Concentració d'òxid de dinitrogen N₂O a l'atmosfera des de l'any 1 expressada en ppb.

En el cas de gasos equival a una molècula, un mol o un volum de solut, per cada miliard de molècules, de mols o de volums de dissolvent. A vegades se simbolitza com ppbv.
{\displaystyle 1\;ppb\;=1\;L/10^{9}\;L\;=\;1\;nL/L}{\displaystyle 1\;ppb\;=1\;m^{3}/10^{9}\;m^{3}\;=\;1\;nm^{3}/m^{3}}{\displaystyle 1\;ppb\;=\;1\;nmol/mol}

### Part per bilió
La part per bilió (abreujat com ppt) és una mesura de concentració d'una part de solut per cada bilió (1012) de parts de dissolvent, equival a 0,001 ppb o 0,000 001 ppm. El símbol és ppt perquè en anglès un bilió català és un trillion. Pels sòlids i líquids equival a 1 ng per cada quilogram o 1 ng per cada litre de dissolució:
{\displaystyle ppt={\frac {m_{solut}}{m_{dis.}}}\cdot 10^{12}}{\displaystyle 1\;ppt\;=\ 1\;g/10^{12}\;g=\;1\;ng/kg\;\approx \;1\;ng/L}
En el cas de gasos equival a una molècula, un mol o un volum de solut, per cada bilió de molècules, de mols o de volums de dissolvent. A vegades se simbolitza com pptv.
{\displaystyle 1\;ppt\;=1\;L/10^{12}\;L\;=\;1\;pL/L}{\displaystyle 1\;ppt\;=1\;m^{3}/10^{12}\;m^{3}\;=\;1\;pm^{3}/m^{3}}{\displaystyle 1\;ppt\;=\;1\;pmol/mol}

## Aplicacions
La notació en parts per milió s'utilitza sovint per descriure solucions diluïdes a química, per exemple, l'abundància relativa de minerals dissolts o contaminants a aigua. La quantitat "1 ppm" es pot utilitzar per a una fracció de massa si un contaminant present a l'aigua és present en una milionèsima part d'un gram per gram de solució de mostra. Quan es treballa amb solucions aquoses, és habitual suposar que la densitat de l'aigua és de 1,00 g/mL. Per tant, és comú equiparar 1 quilogram d'aigua amb 1 L d'aigua. En conseqüència, 1 ppm correspon a 1 mg/L i 1 ppb correspon a 1 μg/L.
De forma similar, la notació de parts per també s'utilitza en física i enginyeria per expressar el valor de diversos fenòmens proporcionals. Per exemple, un aliatge metàl·lic especial podria dilatar-se 1,2 micròmetres per metre de longitud per cada grau Celsius i això s'expressaria com "α = 1,2 ppm/°C". La notació de parts també s'empra per denotar el canvi, l'estabilitat o la incertesa en els mesuraments. Per exemple, l'exactitud dels mesuraments de distància d'un estudi topogràfic quan s'utilitza un telèmetre làser pot ser de 1 mil·límetre per quilòmetre de distància; això podria expressar-se com a "Exactitud = 1 ppm."
Les notacions de parts són quantitats adimensionals: en les expressions matemàtiques, les unitats de mesura sempre es cancel·len. En fraccions com "2 nanòmetres per metre" (2 n m / m = 2 nano = 2×10−9 = 2 ppb = 2 × 0.000 000 001, per la qual cosa els quocients són coeficients numèrics purs amb valors positius menors o iguals a 1. Quan les notacions de parts per, incloent-hi el símbol percentatge (%), s'utilitzen en prosa regular (en contraposició a les expressions matemàtiques), continuen sent quantitats adimensionals numèriques pures. Tot i això, generalment adopten el significat literal de "parts per" d'una relació comparativa (per exemple, "2 ppb" s'interpretaria generalment com "dues parts en mil milions de parts").
Les notacions de parts es poden expressar en termes de qualsevol unitat de la mateixa mesura. Per exemple, el coeficient de dilatació d'algun aliatge de llautó, {mvar|α} = 18,7 ppm/°C, es pot expressar com 18,7 (μm/m)/°C, o com 18,7 (μ in/in)/°C; el valor numèric que representa una proporció relativa no canvia amb l‟adopció d‟una unitat de longitud diferent.
De la mateixa manera, una bomba dosificadora que injecta un producte químic traça en la línia de procés principal el cabal proporcional cabal volumètric Qp = 12 ppm, ho està fent a una velocitat que es pot expressar en diverses unitats volumètriques, entre elles 125 μL/L,. 125 μ gal / gal, 125 cm3/m3, etc.
En espectroscòpia de ressonància magnètica nuclear (RMN), el desplaçament químic sol expressar-se en ppm. Representa la diferència d'una freqüència mesurada en parts per milió pel que fa a la freqüència de referència. La freqüència de referència depèn del camp magnètic de l'instrument i de l'element mesurat. Sol expressar-se a MHz. Els desplaçaments químics típics rarament s'allunyen més d'uns centenars de Hz de la freqüència de referència, per tant, els desplaçaments químics s'expressen convenientment en ppm (Hz/MHz). La notació per parts dóna una quantitat adimensional que no depèn de la intensitat del camp de l'instrument.

## Crítiques a l'ús de l'expressió "parts per"
Encara que la Oficina Internacional de Pesos i Mesures (una organització internacional de normalització coneguda també per les seves inicials en idioma francès BIPM) reconeix l'ús de la notació "parts per", aquesta no és formalment part del Sistema Internacional d'Unitats (SI). Cal tenir en compte que encara que "percentatge" (%) no és formalment part del SI, tant el BIPM com la Organització Internacional per a l'Estandardització (ISO) adopten la posició que "en expressions matemàtiques, el símbol % (percentatge) reconegut internacionalment es pot fer servir amb el SI per representar el nombre 0.01" per a quantitats adimensionals. Segons la IUPAP, "una font contínua de molèstia per als puristes de les unitats ha estat l'ús continuat de percentatge, ppm, ppb i ppt".  Encara que les expressions compatibles amb SI s'han d'utilitzar com a alternativa, la notació de "parts per" segueix sent àmpliament utilitzada en les disciplines tècniques. Els principals problemes amb la notació de parts per s'exposen a continuació.

### Escales numèriques llarga i curta
Atès que els noms de números que comencen amb la paraula "bilió" tenen valors diferents en diferents països, el BIPM suggereix evitar l'ús de "ppb" i "ppt" per evitar malentesos. El National Institute of Standards and Technology (NIST) dels Estats Units adopta una posició inflexible, indicant que "els termes que són dependents de l'idioma […] no és acceptable siguin utilitzats amb el SI per expressar els valors de quantitats".

### Fracció de massa - fracció molar - fracció de volum
Un altre problema de la notació de "parts per" és que pot referir-se a fracció de massa, fracció de mol o fracció de volum. Com que normalment no s'indica quina quantitat s'utilitza, és millor escriure la unitat com kg/kg, mol/mol o m3/m3 (encara que tots són adimensionals). La diferència és força significativa quan es tracta de gasos, i és molt important especificar quina quantitat s'està utilitzant. Per exemple, el factor de conversió entre una fracció de massa d'1 ppb i una fracció molar de 1 ppb és d'aproximadament 4,7 per al gas d'efecte hivernacle CFC-11 a l'aire. Per a la fracció de volum, el sufix "V" o "v" de vegades s'afegeix a la notació de parts per (per exemple, ppmV, ppbv, pptv). Desafortunadament, ppbv i pptv també es fan servir sovint per a fraccions molars (que és idèntica a la fracció de volum només per a gasos ideals).
Per distingir la fracció de massa de la fracció de volum o la fracció molar, de vegades s'afegeix la lletra "w" (que vol dir "pes" - "weight" en anglès) a l'abreviatura (per exemple, ppmw, ppbw).
L'ús de la notació de "parts per" en general és bastant fix dins de cada branca específica de la ciència, però sovint d'una manera que és inconsistent amb el seu ús en altres branques, el que porta alguns investigadors a suposar que el seu propi ús (massa/massa, mol/mol, volum/volum o altres) és correcte i que altres usos són incorrectes. Aquesta suposició de vegades els porta a no especificar els detalls del seu propi ús a les seves publicacions i, per tant, altres poden malinterpretar-ne els resultats. Per exemple, els electroquímics sovint usen volum/volum, mentre que els enginyers químics poden usar massa/massa així com volum/volum. Moltes publicacions acadèmiques de nivell excel·lent no especifiquen el seu ús de la notació.